# اسکوئردینیا (بازیکن فوتبال، زاده ۱۹۹۲)
اسکوئردینیا (انگلیسی: Esquerdinha؛ زادهٔ ۸ ژانویهٔ ۱۹۹۲) بازیکن فوتبال اهل برزیل است.
از باشگاه‌هایی که در آن بازی کرده است می‌توان به باشگاه فوتبال اتلتیکو پارانائنزه اشاره کرد.